# Merișani (okręg Ardżesz)
Merișani – wieś w Rumunii, w okręgu Ardżesz, w gminie Merișani. W 2011 roku liczyła 802 mieszkańców.